# José Luis Escario
José Luis Escario Núñez del Pino (Vitoria, 26 de agosto de 1895-Madrid, 27 de junio de 1971) fue un ingeniero de caminos, abogado y político español.

## Biografía

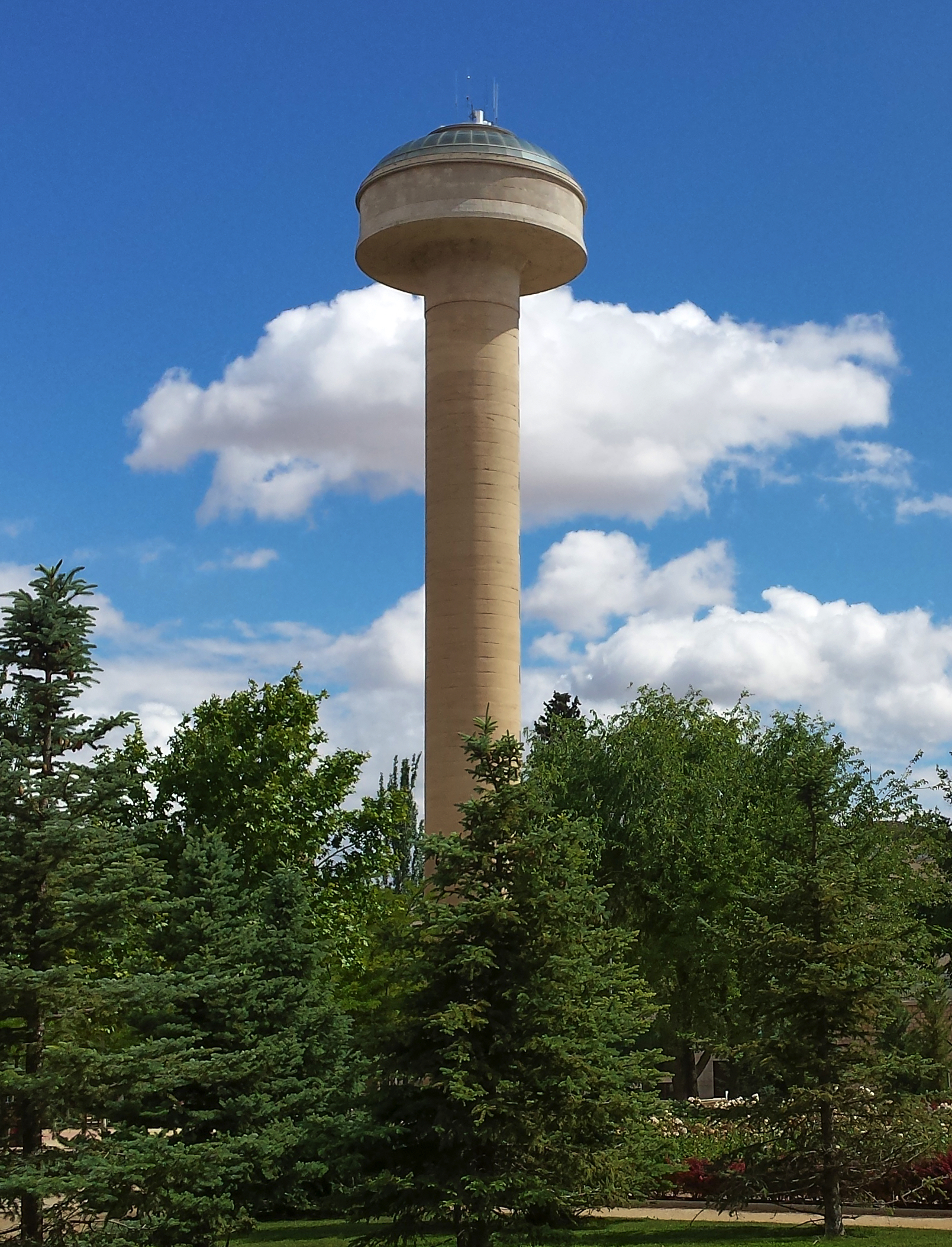
Depósitos de agua de la Fiesta del Árbol, proyectados por José Luis Escario en Albacete en 1935. El depósito superior es, con 70 metros, el depósito de agua elevado más alto de España.

Nació el 26 de agosto de 1895 en Vitoria. Se tituló en Ingeniería de Caminos y Derecho por la Universidad de Madrid en 1918. Fue director de la Compañía Vizcaína de Obras Públicas entre 1927 y 1931. Fue también profesor de ingeniería sanitaria de la Escuela Nacional de Sanidad.
Ganó el primer premio del Concurso Internacional de Depuración de Aguas de Barcelona. Redactó el proyecto de depuración de aguas residuales de Madrid. En 1935 proyectó en Albacete los depósitos de agua de la Fiesta del Árbol, cuyo depósito elevado es, con 70 metros de altura, el más alto de España. Realizó el ensanche de Guecho y la urbanización y ensanche de Santa Cruz de Tenerife.
En 1963 fue galardonado con la Gran Cruz de la Orden del Mérito Civil. Fue presidente de la  Sociedad Española de Mecánica del Suelo e Ingeniería Geotécnica desde 1964 hasta su muerte el 27 de junio de 1971 en Madrid.